# NGC 1667
NGC 1667 (również NGC 1689 lub PGC 16062) – galaktyka spiralna z poprzeczką (SBc), znajdująca się w gwiazdozbiorze Erydanu. Należy do galaktyk Seyferta typu 2.
Odkrył ją Édouard Jean-Marie Stephan 13 grudnia 1884 roku. 22 października 1886 roku obserwował ją też Lewis A. Swift, który jednak obliczył jej pozycję z błędem rektascensji wielkości aż 5 minut i w rezultacie błędnie skatalogował ją jako nowo odkryty obiekt. John Dreyer, nie wiedząc, że astronomowie ci obserwowali ten sam obiekt, w swoim katalogu NGC umieścił obserwację Stephana pod numerem NGC 1667, a Swifta – NGC 1689.
W galaktyce NGC 1667 zaobserwowano supernową SN 1986N.